# Mesothuria oktaknemoides
Mesothuria oktaknemoides is een zeekomkommer uit de familie Mesothuriidae.
De wetenschappelijke naam van de soort werd in 1940 gepubliceerd door Svend Geisler Heding.